# ایروینگ لانگمویر
ایروینگ لانگموئر (به انگلیسی: Irving Langmuir) ‏(۳۱ ژانویه ۱۸۸۱–۱۶ اوت ۱۹۵۷) شیمی‌دان و فیزیک‌دان آمریکایی بود که در سال ۱۹۳۲ برای کشف ایزوترم جذب لانگمویر و تحقیقات در شیمی سطح موفق به دریافت جایزه نوبل شیمی شد.

## زندگی
لانگموئر ۳۱ ژانویه سال ۱۸۸۱ در بروکلین، نیویورک زاده شد.